# 세고비아

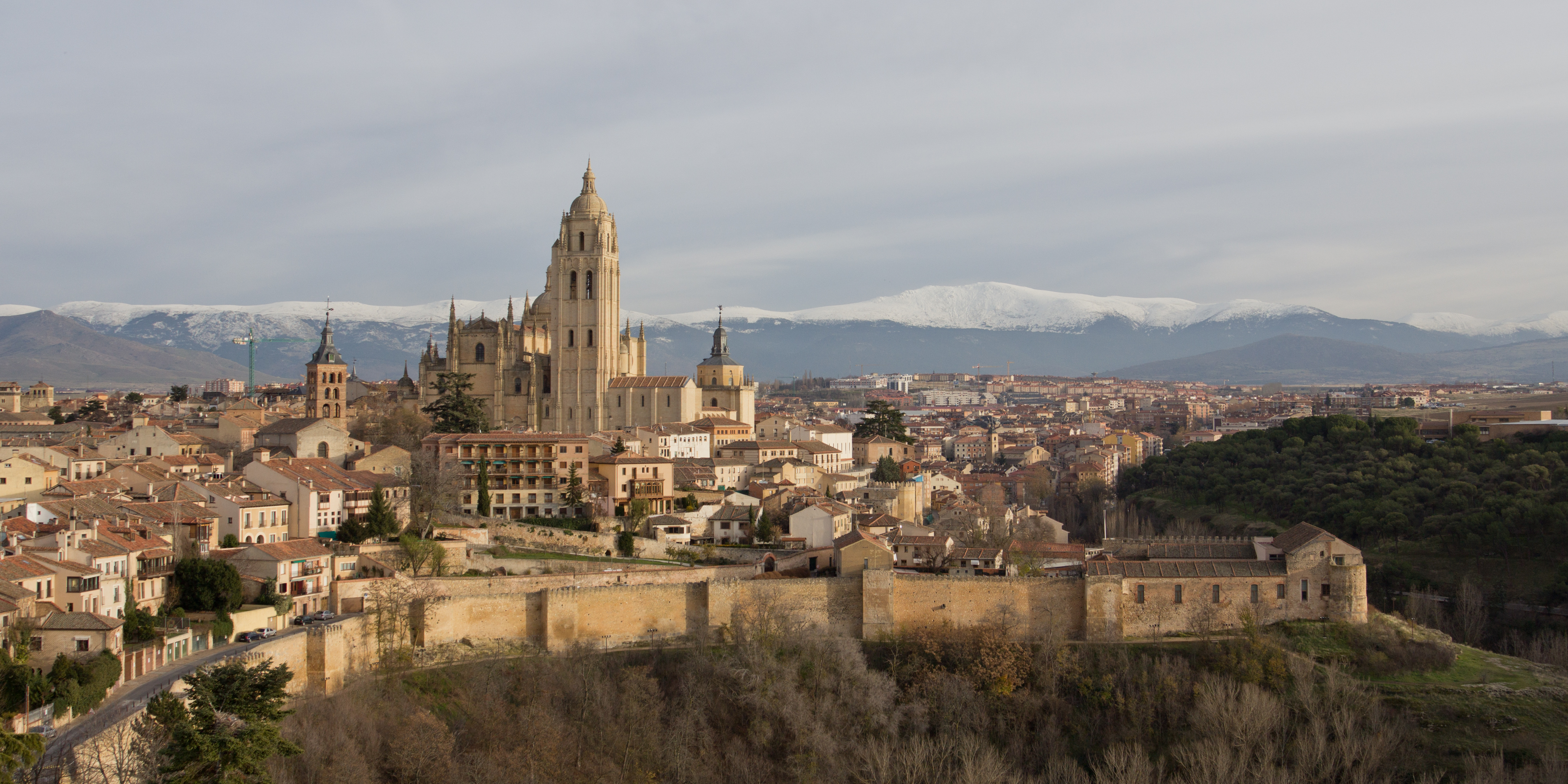
세고비아

세고비아(스페인어: Segovia)는 스페인 카스티야레온 지방 세고비아 주의 주도이다. 면적은 163.59 km2이며, 평균 고도는 1,000m이다. 인구는 52,728 명 (2015년)이고, 인구밀도는 325,57명/km2이다.
마드리드 북서쪽 60 km 지점에 있는 과달라마 산맥 기슭 해발 1,00 0m 지점에 있다. 기원전 700년 무렵부터 이베리아인이 거주하였으며 기원전 1세기 말에 로마의 식민시가 되었다. 11세기에 이슬람교도가 침입하여 도시가 파괴되었으나 카스티야 왕국의 알폰소 10세는 이곳을 수도로 정하였다.
중세에는 양모공업이 번창하였으며, 현재는 농업을 중심으로 하여 도자기와 직물 제조가 이루어진다. 도시 곳곳에 로마인이 세운 수도교(水道橋)와 성채 알카사르, 대성당 등 고대와 중세의 건축물이 많이 남아 있다.
세고비아의 로마 시대 수도교와 로마네스크 양식의 건축물들이 잘 보존되어 있어 1985년 유네스코(UNESCO:국제연합교육과학문화기구) 세계문화유산으로 지정되었다.

## 로마 수도교
세고비아 수도교는 로마 트라야누스 황제(재위 98∼117년) 때 건설되었으며 1906년까지 고지대에 물을 공급하는 역할을 하였다. 시내에서 17 km 정도 떨어진 산에서 흐르는 맑은 물을 끌어오기 위하여 축조되었는데, 완벽한 형태로 보존되어 있다.128개의 2층 아치로 이루어져 있으며 전체길이 813 m, 최고 높이 약 30 m로서 다듬은 과달라마 산맥에서 가져온 화강암 만을 사용해 축조했고, 시멘트 류나 칠을 입히는 등의 접합방식은 전혀 사용되지 않았다. 아치 윗단 니치 부분에는 성인조각상이 모셔져 있다.로마시대에 지어진 이 수도교는 유럽에서 가장 보존이 잘 되어 있는 수도교로 길이가 거의 720 미터나 된다. 지금은 물이 흐르지 않지만 최신식 수도시스템이 설치되어 있어 인위적으로 물을 흘려보낼 수는 있다.

## 알카사르
알카사르는 로마 시대부터 비롯된 것으로 추정되며 12세기, 13세기, 19세기에 확장, 복원되었다. 높이 80 m의 망루, 궁전 등이 갖추어져 있으며 움직이는 다리를 지나 성으로 들어갈 수 있게 되어 있다. 에스파냐에서 가장 아름다운 성으로 불리지만 수많은 전쟁을 치른 요새로 사용되기도 하였다.
월트 디즈니의 《백설공주》에 나오는 성의 모델이 되었다고 해서 '백설공주의 성'으로 불리기도 한다. 세고비아 서쪽 시내를 끼고 흐르는 에레스마 강과 클라모레스 강이 내려다보이는 언덕 위에 있다. 알카사르에 오르기 전에 세고비아를 둘러싼 성벽 외곽의 일주도로에서 바라보는 성이 매우 아름답다.
기록에 의하면 이곳은 옛날 전략상 요새가 있던 곳이며, 14세기 중엽 처음으로 성이 건축된 뒤 수세기에 걸쳐 알카사르에 살았던 왕들에 의하여 증축과 개축이 거듭되었다고 한다. 16~18세기에는 알카사르 일부가 감옥으로 이용되기도 했으며, 1862년에 화재로 불탄 것을 복원했다고 한다. 스페인 전성기에 즉위한 펠리페 2세(Felipe II)는 1570년 11월 14일 이곳에서 아나 데 아우스트리아와 결혼식을 올리기도 했다. 성 내부의 각 방에는 옛 가구와 갑옷, 무기류가 전시되어 있고 회화·태피스트리 등이 있다.

## 대성당
대성당은 1525∼1768년에 걸쳐 고딕 양식으로 건설되었으며 가로 50 m, 세로 105 m, 신랑 높이 33 m의 웅장한 규모이다. 3개의 볼트식 신랑과 익랑, 돔, 중앙후진, 7개의 예배실 등이 있다. 1985년 유네스코(UNESCO:국제연합교육과학문화기구)에서 세계문화유산으로 지정하였다.
에스파냐 후기 고딕 양식의 건축물이며, 세련된 모양 때문에 '대성당 중의 귀부인'이라고 불린다. 1525년에 건축이 시작되어 1527년에 완성되었다. 부속 박물관에 회화, 보물과 함께 유아의 묘비가 있다. 이 묘비는 유모의 실수로 창문에서 떨어져 죽은 엔리케 2세 아들의 묘비이다. 왕자를 실수로 죽게 한 유모도 즉시 그 창문에서 떨어져 죽었다고 한다.

## 시벽
세고비아 주 남서부에 위치한 주도 세고비아를 둘러싸고 있는 중세시대의 대규모 시벽으로 오랜 시간이 지난 현재까지도 매우 양호한 상태로 남아 있다. 총 길이는 3km가 넘는다. 전체적으로는 석회석으로 쌓았으며 군데군데 대형 화강암을 사용해 벽의 강도를 강화했다. 인근에 위치한 고대 로마의 공동묘지 유적에서 가져온 묘비석도 시벽을 쌓는 데 부분적으로 사용했다.
원래는 시벽에 모두 5개의 주 출입문과 많은 수의 작은 출입문이 있었으나 현재 주 출입문은 북쪽 면의 산티아고문(Puerta de Santiago)과 산세브리안문(Puerta de San Cebrían) 그리고 남쪽 면의 산안드레스문(Puerta de San Andrés) 등 3개만 남아 있다. 작은 출입문은 4개만 남아 있는데 그중 2개는 원래의 것이고 나머지 2개는 근래에 새로 낸 것이다. 유서 깊은 도시가 많아 중세시대의 시벽이 많이 남아 있는 에스파냐에서도 보존 상태가 양호한 대표적인 시벽 중 하나로 손꼽힌다.

## 미술관
세고비아 주 남서부에 위치한 주도 세고비아의 소코로 거리(Calle de Socorro)에 있다. 1842년에 개관한 유서 깊은 주립 미술관으로, 설립 이래 여러 장소를 전전하다가 최근 지금의 현대적인 대규모 신축 건물에 자리 잡았다. 선사시대 작품부터 현대 예술가들의 작품까지 전 시대를 포괄하는 방대한 양의 미술품이 회화, 판화, 조각, 공예 등 미술의 전 분야에 걸쳐 다양하게 전시되어 있다. 전시품 중에는 카스티야이레온 자치지역 내의 많은 수도원이나 수녀원에서 과거에 소장했던 귀중한 종교 예술품도 다수 포함되어 있다.
대표적인 전시품으로는 선사시대 켈트족의 작품인 수퇘지 조각상 2점, 고대 로마의 모자이크 그림, 서(西)고트족의 에나멜 세공품, 15~16세기 카스티야 지방 화가들과 플랑드르파 화가들의 일련의 회화 작품, 과거 세고비아 주에서 통용된 주화류, 네덜란드 출신의 거장 렘브란트(Rembrandt)의 판화 작품, 다양한 가톨릭 관련 조각품, 에스파냐 왕실에서 사용했던 유리 용기류 등을 꼽을 수 있다.

## 로소야 타워
세고비아 주 남서부에 위치한 주도 세고비아에서 가장 아름다운 지역 중 하나인 산마르틴 광장(Plaza de San Martín)에 자리 잡고 있다. 방어 시설인 요새로서의 타워와 귀족의 거주 시설인 궁전이 결합된 복합 건축물로, 타워는 14세기 초반에, 궁전은 1564년에 건립했다.
직사각형의 거대한 타워는 세고비아의 여러 귀족 가문 사이의 치열한 갈등과 싸움의 주된 무대가 되었던 유서 깊은 장소이다. 높이 솟은 타워 하부는 일정한 크기로 자른 화강암을 다듬지 않고 그대로 이용하고 나머지 부분은 다듬은 화강암을 쌓아 조성했다. 타워 정면에는 윗부분이 반원형의 아치로 된 대형 출입문이 나 있고, 타워 외벽 여러 군데에 타워 규모에 비해 지나치게 작은 창문이 나 있다. 이 타워는 최초 건립 이래 700여 년이 지난 지금까지도 원래의 모습을 거의 그대로 유지하고 있다.
타워 오른쪽에 연달아 지은 궁전 중앙에는 정사각형의 안뜰이 있고 궁전 뒤편에는 잘 가꾼 정원이 있다. 안뜰의 동쪽과 남쪽 면은 2층으로 된 회랑으로 둘러싸여 있는데, 한 층마다 우아한 모양의 원기둥 7개가 떠받치고 있다. 이 원기둥은 각각 머리 부분에 소용돌이 문양과 장미꽃 문양이 장식되어 있는데 특히 그 장식 기법이 뛰어난 것으로 유명하다. 세고비아의 대표적인 관광 명소로 매주 월요일을 제외하고 대중에게 무료로 개방한다.

## 기후
| Segovia (1988-2010) 1,005 미터 (3,297 ft)의 기후 | Segovia (1988-2010) 1,005 미터 (3,297 ft)의 기후 | Segovia (1988-2010) 1,005 미터 (3,297 ft)의 기후 | Segovia (1988-2010) 1,005 미터 (3,297 ft)의 기후 | Segovia (1988-2010) 1,005 미터 (3,297 ft)의 기후 | Segovia (1988-2010) 1,005 미터 (3,297 ft)의 기후 | Segovia (1988-2010) 1,005 미터 (3,297 ft)의 기후 | Segovia (1988-2010) 1,005 미터 (3,297 ft)의 기후 | Segovia (1988-2010) 1,005 미터 (3,297 ft)의 기후 | Segovia (1988-2010) 1,005 미터 (3,297 ft)의 기후 | Segovia (1988-2010) 1,005 미터 (3,297 ft)의 기후 | Segovia (1988-2010) 1,005 미터 (3,297 ft)의 기후 | Segovia (1988-2010) 1,005 미터 (3,297 ft)의 기후 | Segovia (1988-2010) 1,005 미터 (3,297 ft)의 기후 |
| 월                                               | 1월                                              | 2월                                              | 3월                                              | 4월                                              | 5월                                              | 6월                                              | 7월                                              | 8월                                              | 9월                                              | 10월                                             | 11월                                             | 12월                                             | 연간                                             |
| ------------------------------------------------ | ------------------------------------------------ | ------------------------------------------------ | ------------------------------------------------ | ------------------------------------------------ | ------------------------------------------------ | ------------------------------------------------ | ------------------------------------------------ | ------------------------------------------------ | ------------------------------------------------ | ------------------------------------------------ | ------------------------------------------------ | ------------------------------------------------ | ------------------------------------------------ |
| 역대 최고 기온 °C (°F)                           | 19.5 (67.1)                                      | 21.0 (69.8)                                      | 23.2 (73.8)                                      | 27.7 (81.9)                                      | 33.2 (91.8)                                      | 37.3 (99.1)                                      | 38.6 (101.5)                                     | 38.3 (100.9)                                     | 36.3 (97.3)                                      | 29.4 (84.9)                                      | 23.0 (73.4)                                      | 19.8 (67.6)                                      | 38.6 (101.5)                                     |
| 일평균 최고 기온 °C (°F)                         | 8.2 (46.8)                                       | 10.4 (50.7)                                      | 13.9 (57.0)                                      | 15.1 (59.2)                                      | 19.7 (67.5)                                      | 25.8 (78.4)                                      | 29.7 (85.5)                                      | 29.4 (84.9)                                      | 24.0 (75.2)                                      | 18.0 (64.4)                                      | 11.8 (53.2)                                      | 8.8 (47.8)                                       | 17.9 (64.2)                                      |
| 일일 평균 기온 °C (°F)                           | 4.3 (39.7)                                       | 5.8 (42.4)                                       | 8.6 (47.5)                                       | 9.7 (49.5)                                       | 14.0 (57.2)                                      | 19.0 (66.2)                                      | 22.2 (72.0)                                      | 22.1 (71.8)                                      | 17.7 (63.9)                                      | 13.0 (55.4)                                      | 7.6 (45.7)                                       | 5.1 (41.2)                                       | 12.4 (54.4)                                      |
| 일평균 최저 기온 °C (°F)                         | 0.3 (32.5)                                       | 1.1 (34.0)                                       | 3.2 (37.8)                                       | 4.2 (39.6)                                       | 8.2 (46.8)                                       | 12.1 (53.8)                                      | 14.6 (58.3)                                      | 14.8 (58.6)                                      | 11.4 (52.5)                                      | 7.9 (46.2)                                       | 3.4 (38.1)                                       | 1.3 (34.3)                                       | 6.9 (44.4)                                       |
| 역대 최저 기온 °C (°F)                           | −11.8 (10.8)                                     | −11.4 (11.5)                                     | −13.2 (8.2)                                      | −5.2 (22.6)                                      | −3.0 (26.6)                                      | 2.5 (36.5)                                       | 4.0 (39.2)                                       | 4.4 (39.9)                                       | 0.8 (33.4)                                       | −3.2 (26.2)                                      | −10.4 (13.3)                                     | −10.5 (13.1)                                     | −13.2 (8.2)                                      |
| 평균 강수량 mm (인치)                            | 38 (1.5)                                         | 31 (1.2)                                         | 30 (1.2)                                         | 44 (1.7)                                         | 66 (2.6)                                         | 43 (1.7)                                         | 17 (0.7)                                         | 20 (0.8)                                         | 28 (1.1)                                         | 59 (2.3)                                         | 52 (2.0)                                         | 46 (1.8)                                         | 474 (18.6)                                       |
| 평균 강수일수                                    | 7                                                | 6                                                | 6                                                | 8                                                | 10                                               | 5                                                | 3                                                | 3                                                | 5                                                | 9                                                | 9                                                | 8                                                | 79                                               |
| 평균 강설일수                                    | 3.8                                              | 3.1                                              | 1.7                                              | 1.5                                              | 0.2                                              | 0                                                | 0                                                | 0                                                | 0                                                | 0.1                                              | 1.6                                              | 2.2                                              | 14.2                                             |
| 평균 월간 일조시간                               | 124                                              | 152                                              | 203                                              | 213                                              | 250                                              | 314                                              | 358                                              | 328                                              | 246                                              | 177                                              | 126                                              | 110                                              | 2,601                                            |
| 출처 1:                                          |                                                  |                                                  |                                                  |                                                  |                                                  |                                                  |                                                  |                                                  |                                                  |                                                  |                                                  |                                                  |                                                  |
| 출처 2:                                          |                                                  |                                                  |                                                  |                                                  |                                                  |                                                  |                                                  |                                                  |                                                  |                                                  |                                                  |                                                  |                                                  |

## 인구
| 연도      | 인구   | ±%     |
| --------- | ------ | ------ |
| 1842      | 6,625  | —      |
| 1857      | 10,339 | +56.1% |
| 1877      | 11,172 | +8.1%  |
| 1887      | 14,328 | +28.2% |
| 1900      | 14,658 | +2.3%  |
| 1910      | 15,258 | +4.1%  |
| 1920      | 15,707 | +2.9%  |
| 1930      | 18,413 | +17.2% |
| 1940      | 21,951 | +19.2% |
| 1950      | 27,026 | +23.1% |
| 1960      | 32,092 | +18.7% |
| 1970      | 40,816 | +27.2% |
| 1981      | 50,759 | +24.4% |
| 1991      | 54,375 | +7.1%  |
| 2001      | 54,368 | −0.0%  |
| 2011      | 54,945 | +1.1%  |
| 2021      | 51,234 | −6.8%  |
| 출처: INE |        |        |

## 요리
‘코치니요 아사도’는 2개월이 넘지 않은 새끼 돼지를 화덕에 구워낸 요리다. 태어난 지 2개월이 되지 않은 새끼 돼지를 화덕에 구워 낸 통돼지구이로 스페인에서도 세고비아에서 처음 시작된 요리이다. 때문에 세고비아의 거의 모든 음식점들은 문 앞에 이 요리 사진을 걸어놓고 맛 집 대결을 펼친다. 부드러운 육질을 증명하기 위하여 손님 앞에서 접시로 고기를 자르고 그 접시를 바닥에 던져 깨버리는 퍼포먼스를 보여준다.

## 자매 도시
- 영국 에든버러
- 미국 오하이오주 매리스빌
- 미국 애리조나주 투손

## 같이 보기
- 세고비아 공작 인판테 하이메